# Glenea wegneri
Glenea wegneri é uma espécie de escaravelho da família Cerambycidae. Foi descrita por Gilmour e Stephan von Breuning em 1963. É conhecida a sua existência no Bornéu.